# Téléporté
Ne doit pas être confondu avec Téléporteur.

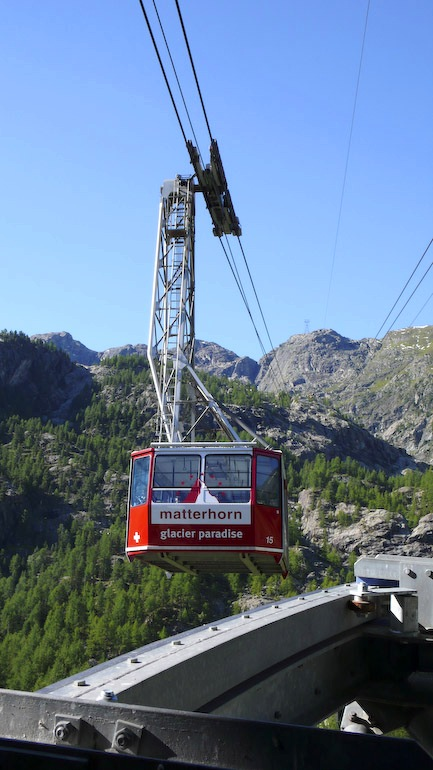
Un téléporté dans les Alpes : le téléphérique du Trockener Steg à Zermatt (Suisse).

Un téléporté est un système de transport guidé dans lequel les véhicules, notamment les cabines ou sièges sont mus et portés au-dessus du sol par l'intermédiaire d'un ou plusieurs câbles.
Ce mode de transport se développe durant la révolution industrielle, dès la deuxième moitié du XIXe siècle, avec l'invention du câble toronné moderne par l’Allemand Wilhelm Albert et sa production à une échelle industrielle par Felten & Guillaume.
Il est exploité comme transport en commun (station de ski, belvédère, transport urbain) et transport pour compte propre (desserte de propriétés isolées, transport industriel ou militaire).
On distingue plusieurs types de téléporté parmi lesquelles principalement le téléphérique, la télécabine, les funitel et DMC, le télésiège, le téléporté avec sièges et cabines.
En France, au sens législatif, la définition réglementaire du téléphérique correspond à celle du téléporté.

## Typologies

### Le téléphérique

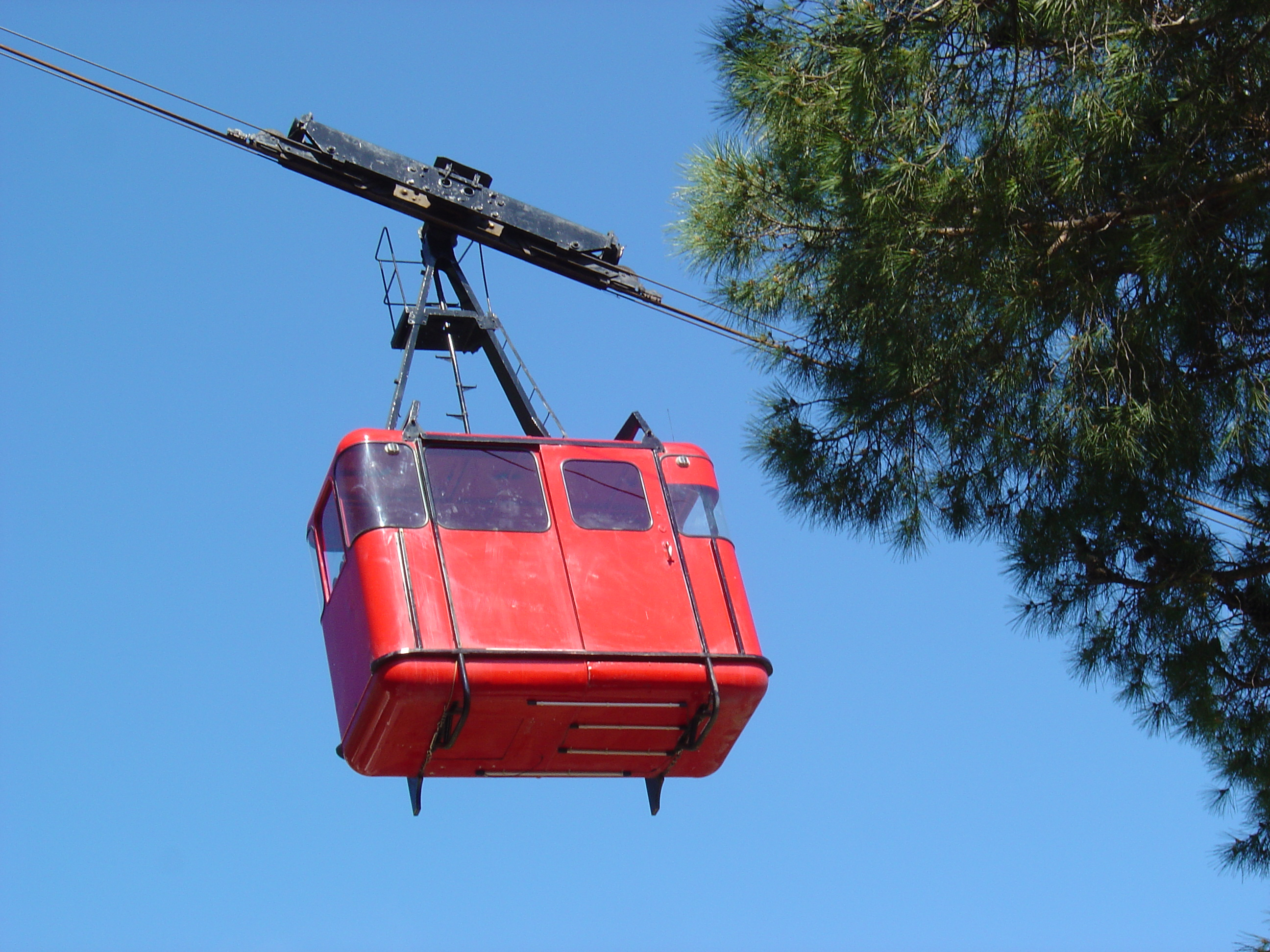
Téléphérique à va-et-vient du mont Faron à Toulon (France).

Au sens technique, un téléphérique se définit comme un téléporté « bicâble » : un, ou plusieurs câbles fixes dit « porteurs » supportent le poids des véhicules par l’intermédiaire d’un chariot équipé de galets de roulement, tandis qu'un, ou plusieurs câbles en mouvement dit « tracteurs », sont fixés à ce chariot et assurent le déplacement des véhicules.
Le téléphérique est généralement à va-et-vient, à savoir avec deux cabines fonctionnant chacune en mouvement alterné, mais on trouve également des téléphériques monovoie, utilisant une seule cabine.
Certains téléphériques sont à mouvement unidirectionnel : les véhicules effectuent un demi-tour en gare et sont renvoyés sur l’autre brin porteur :
- c'est le cas des téléphériques pulsés, où les véhicules sont regroupés par « trains » de plusieurs cabines répartis à intervalles réguliers sur la ligne. Lorsqu’un train de véhicules entre en gare, le câble tracteur est ralenti ou arrêté pour permettre l’embarquement et le débarquement, ralentissant ainsi l’ensemble des autres trains de véhicules présents sur la ligne[5] ;
- c'est également le cas des téléphériques débrayables, où, à l'image d'une télécabine, les véhicules disposent d'une attache débrayable qui est désaccouplée du câble dans les gares pour une circulation à quai à vitesse réduite, sans ralentissement de l'ensemble de la ligne. Ces appareils sont appelés téléphériques 2S (1 câble porteur et 1 câble tracteur) ou téléphériques 3S (2 câbles porteurs et 1 câble tracteur)[6].

### La télécabine

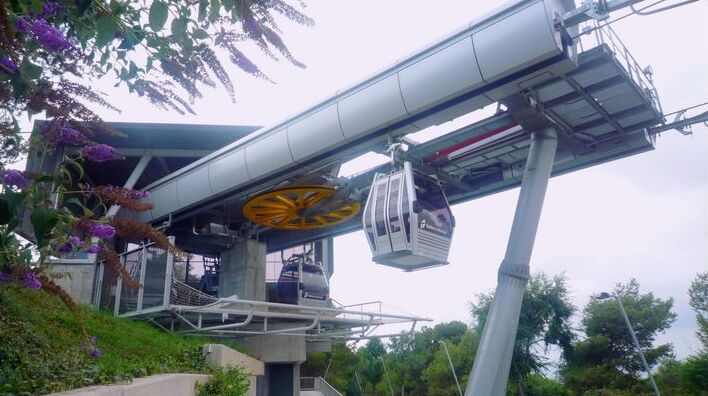
Télécabine débrayable de Montjuïc à Barcelone (Espagne).

La télécabine utilise plusieurs petites cabines disposées sur un câble unique à la fois porteur et tracteur (on parle d'installation monocâble, par opposition au système bicâble d'un téléphérique). On trouve généralement des télécabines débrayables, à savoir à mouvement unidirectionnel et équipées de véhicules à attache débrayable qui sont désaccouplés du câble dans les gares pour une circulation à quai à vitesse réduite, sans ralentissement de l'ensemble de l'appareil.
Il existe également la télécabine pulsée, où les véhicules sont regroupés par « trains » de plusieurs cabines répartis à intervalles réguliers sur la ligne. Lorsqu’un train de véhicules entre en gare, le câble tracteur est ralenti ou arrêté pour permettre l’embarquement et le débarquement, ralentissant ainsi l’ensemble des autres trains de véhicules présents sur la ligne.
On trouve également quelques télécabines à va-et-vient, à savoir avec une cabine (ou un train de cabine) effectuant un trajet aller sur un brin, tandis que l'autre cabine (ou train) effectue le trajet retour, et ainsi alternativement.

### Le funitel et DMC

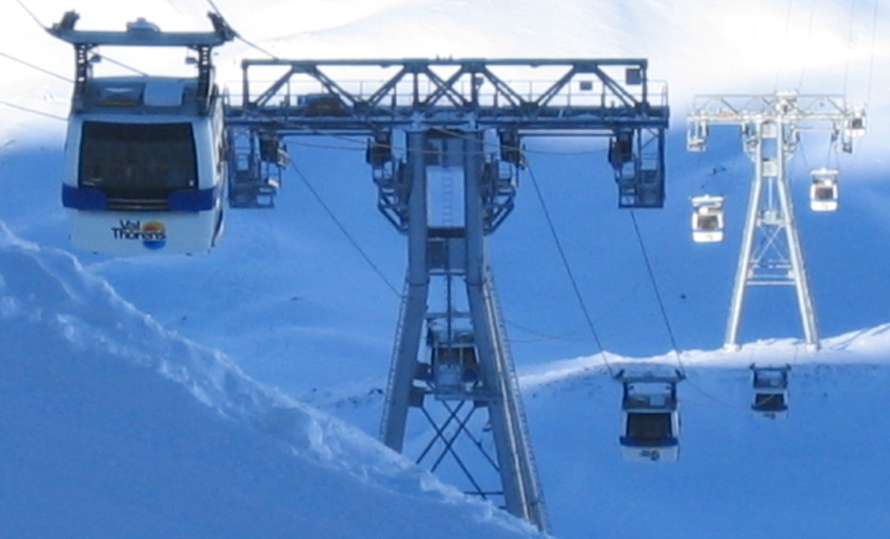
Funitel à Val Thorens (France).

Les funitels et DMC (Double MonoCâble) sont des téléportés où les véhicules sont disposés sur deux câbles à la fois porteurs et tracteurs. Ces appareils, généralement débrayables, fonctionnent selon un principe analogue à la télécabine, mais la présence de deux câbles autorise des cabines de plus grande capacité et des portées entre pylônes plus importantes.
Le funitel est l'évolution du DMC. Il se distingue de ce dernier par un espacement nettement plus important de ces câbles offrant une excellente tenue au vent.

### Le télésiège

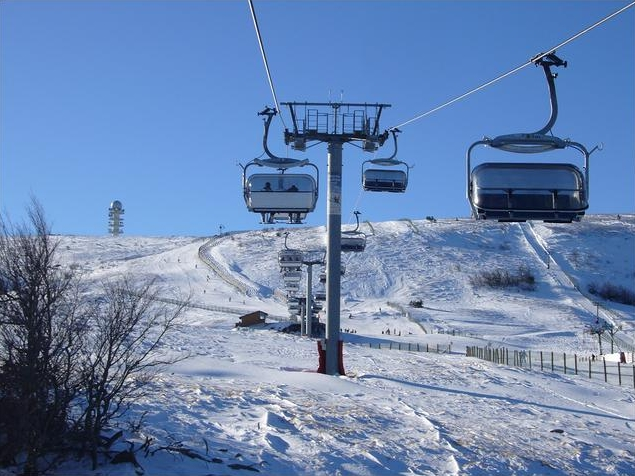
Télésiège à bulles à Chalmazel (France).

Le télésiège utilise plusieurs sièges disposés sur un câble unique à la fois porteur et tracteur, circulant suivant un mouvement unidirectionnel. Il existe des télésièges fixes où les sièges restent solidaires du câble, y compris en gare, et des télésièges débrayables équipés de véhicules à attache débrayable qui sont désaccouplés du câble dans les gares pour un embarquement/débarquement à vitesse réduite, sans ralentissement de l'ensemble de l'appareil. Cette dernière typologie permet des vitesses d'exploitation supérieures. Les sièges peuvent être équipés d'options telles des bulles de protection ou des assises chauffantes.

### Le téléporté avec sièges et cabines
Un télémix ou combi est un téléporté hybride entre le télésiège et la télécabine, utilisant sur un même câble à la fois des sièges et des cabines. Ces véhicules circulent de façon unidirectionnelle et disposent d'une attache débrayable pour un embarquement/débarquement à vitesse réduite dans les gares, sans ralentissement de l'ensemble de l'appareil. Leitner et Poma utilisent l'appellation commerciale télémix tandis que Doppelmayr/Garavanta utilise l'appellation combi.